# 掴み投げ
掴み投げ（つかみなげ）とは、相撲の決まり手の一つである。相手のまわしを片手で掴んだのち、投げる技。相手がよほど軽いか、自身によほどの腕力がないとできない技であるが、子供のように体重が軽い人は、特にこの技をかけられやすい。

## 概説
上手から褌を取り、その上手で自分の後方に相手を投げ捨てる技。非常に珍しい決まり手で、常陸山がしばしば使ったといわれる。
平成以降、本場所における幕内の取組では発生したことはないが、2012年の大相撲トーナメントでは白鵬が隆の山に勝利した際には当決まり手が採用された。また、序二段の取組でも4回発生したことがある。木村えいじの相撲漫画「達磨」では十両の八角が同じく十両の逆巻にこの技を使って勝利し、十両全勝優勝を達成するシーンがある。
かける側とかけられる側に圧倒的な体格差があるか、かける側が余程の腕力を持っているかでない限り、この決まり手での勝利は難しいとされているが、1951年5月場所では90 kgと当時の相撲界を以てしても軽量の鳴門海が、この決まり手で2回勝利した。